# سيباستيان أندرسن
سيباستيان أندرسن (بالدنماركية: Sebastian Andersen)‏ (23 ديسمبر 1988 في الدنمارك - ) هو لاعب كرة قدم دانمركي في مركز الوسط. شارك مع منتخب الدنمارك تحت 19 سنة لكرة القدم ومنتخب الدنمارك تحت 21 سنة لكرة القدم. أما مع النوادي، فقد لعب مع نادي إيسبيرغ ونادي فيبورج ونادي هرفوليه ونادي هورسينس ونادي كويه ‏ وHobro IK ‏.

## وصلات خارجية
- سيباستيان أندرسن على موقع قاعدة بيانات كرة القدم.إي يو (الإنجليزية)
- سيباستيان أندرسن على موقع Soccerway.com (الإنجليزية)
- سيباستيان أندرسن على موقع عالم كرة القدم.نت (الإنجليزية)